# Vollradisroda
Vollradisroda ist ein Ortsteil der Gemeinde Döbritschen im Landkreis Weimarer Land in Thüringen.

## Geografie
Der Weiler Vollradisroda liegt östlich von Döbritschen und westlich von Jena an dem bewaldeten Nordabdachung des 420 Meter hohen Steinhügels. Die Gemarkung des Ortsteils reicht an den Jenaer Forst heran. Das Gelände ist kupiert und naturnah.

## Geschichte
Am 22. Oktober 1262 übertrugen Volrad der Ältere und Volrad der Jüngere von Kranichfeld eine Hufe Land in Volradesrode dem Kloster Oberweimar. 
Am 4. Juli 1311 schenkten der Scholastikus der Domkirche in Naumburg und dessen Vetter Dietrich, Schenk von Nebra, dem Kloster Kapellendorf Güter in Vollradisroda.
Des Öfteren wird der Ort in der Literatur mit Vollersroda bei Weimar verwechselt, der allerdings zu großen Teilen dem Kloster Oberweimar unterstand.
Seit Anfang des 19. Jahrhunderts wird im Waldgasthof Zu den vier Linden Thüringer Kost angeboten.
Das Dorf wurde 1450 im wettinischen Bruderkrieg zerstört und lag über 200 Jahre wüst. Im Jahre 1699 verlieh Herzog Wilhelm von Eisenach einem Dr. Johann Reisingen, Hof- und Kammerrath zu Köthen, das Gut zu Vollradisroda, samt dem Orte, wo das Dorf gestanden hat, am Döbritscher Holze gelegen. Im Jahre 1718 wird Vollradisroda von diesem Herzog an die Erben des Caspar von Berg verliehen. Nach dem Aussterben der von Bergs kam das Gut wieder an die Landesherrschaft. 1756 erfolgte die Einverleibung des Gutes durch das Weimarer Schatullgut mit Sitz in Döbritschen. Ab 1815 gehörte Vollradisroda als Vorwerk des Kammergutes Döbritschen, das in eine Staatsdomäne umgewandelt wurde. 1923 fand die Eingemeindung nach Döbritschen statt.

## Wirtschaft
Seine Bedeutung erfuhr Vollradisroda durch seinen Wald- und Wildreichtum. Seit 1879 ist es Sitz einer Revierförsterei. 

## Tourismus

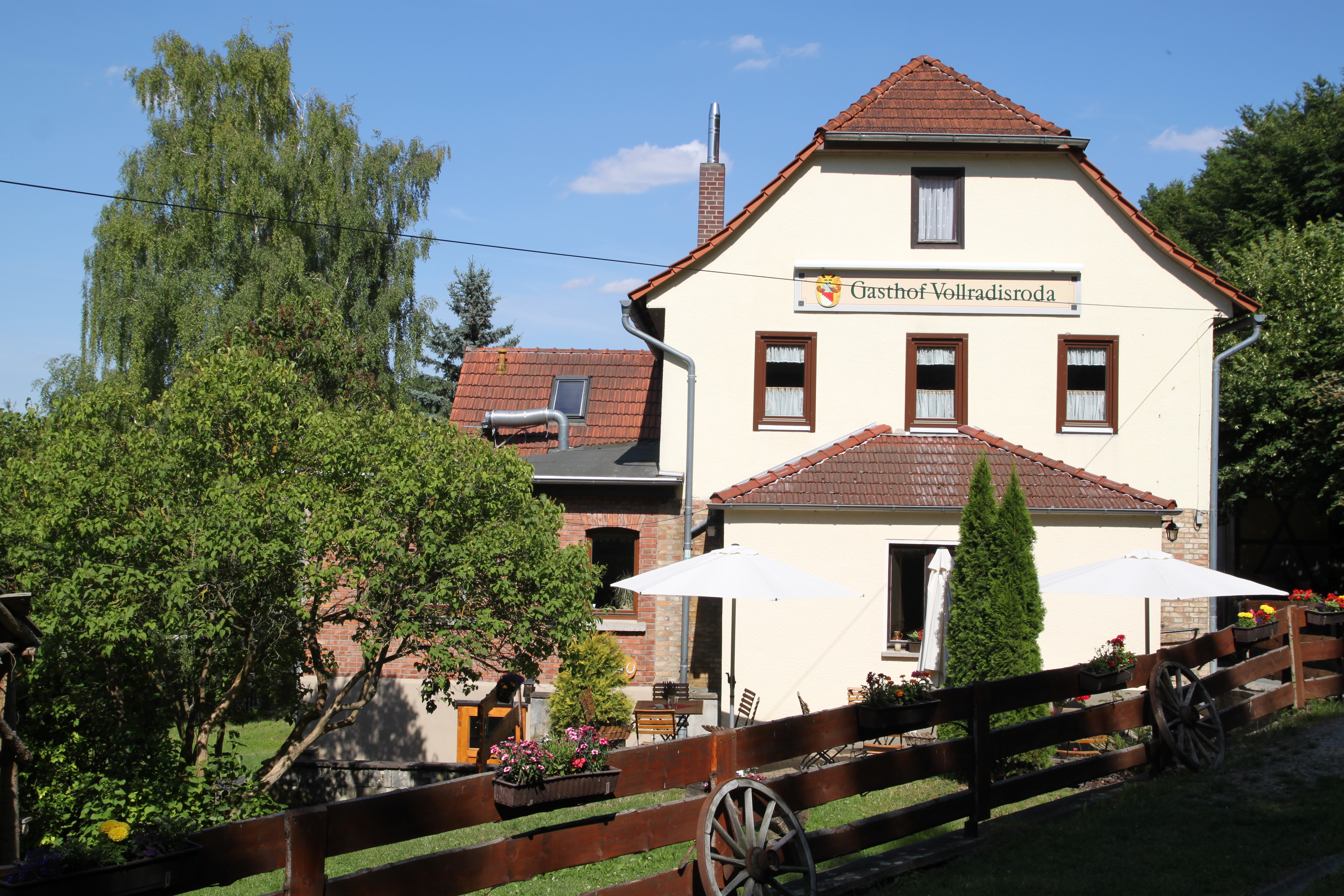
Gasthof in Vollradisroda

Der Ort ist ein beliebtes Naherholungsgebiet für die Leute aus der Stadt. Im Gasthaus finden Gesellschaftstreffen und Familienfeiern statt. Der Golfclub Weimar/Jena ist im Nachbarort Münchenroda ansässig. Vollradisroda liegt am Fernwanderweg Thüringenweg, der durch den Münchenrodaer Grund führt. Im zeitigen Frühjahr kann der Wanderer Buschwindröschen und Leberblümchen, im Mai/Juni heimische Orchideen, z. B. den Frauenschuh, und verschiedene Knabenkräuter bewundern.